# Благовещенский храм (Порожки)
Церковь в честь Благовещения Пресвятой Богородицы — приходской храм Новгородской епархии Русской православной церкви, находится в селе Порожки Волотовского района Новгородской области.

## История
В 1570—1580-х годах в Порожках был построен деревянный храм с колокольней. В 1801 году деревянное здание сгорело, а в 1807 году завершилось строительство нового каменного храма. В строительстве приняли участие местные купцы. Храм имеет три престола: в честь Благовещения Пресвятой Богородицы, мучеников Флора и Лавра и Николая Чудотворца.
До революции 1917 года к этому приходу были приписаны 20 часовен. Часовни были в деревнях Микшицы, Взгляды, Погорелец, Клинково, Михалково, Междуречье, Уницы, Кисляково, Горки, Колесницы, Зеремо, Дуброво (ныне Жуково-Дуброво), Большое и Малое Станишино, Подсосонье, Подберезье, Кознобицы, Личино, Остров и Кашенка.
4 октября 1937 года был арестован и 3 декабря расстрелян в Ленинграде служивший в храме 72-летний протоиерей Дмитрий Молчанов, после чего храм закрыли.
Во время Великой Отечественной войны в 1942 году немецкие оккупационные власти разрешили открыть храм, и он стал действовать.
В 2007 году в результате технических обследований конструкции храма и колокольни было установлено, что церковь находится в аварийном состоянии и требует незамедлительных работ по восстановлению. В 2014 году в храме продолжались ремонтные работы.